# Mario Martín
Mario Martín Rielves (* 5. März 2004 in Sonseca) ist ein spanischer Fußballspieler, der aktuell von Real Madrid an den FC Getafe ausgeliehe ist. Er wird meistens als defensiver oder zentraler Mittelfeldspieler eingesetzt.

## Karriere

### Verein
Mario Martín begann seine Laufbahn im Klubfußball in seiner Geburtsstadt bei CD Sonseca. Hier sollte er drei Saisons verbringen, ehe er in die Jugend von CD Toledo, einem Verein aus der nahegelegenen Provinzhauptstadt, wechselte. Auf Empfehlung von Real Madrid, das auf den talentierten Mittelfeldspieler aufmerksam geworden war, schloss er sich zur Saison 2015/16 der U-12 Mannschaft (Alevín A) von Odelot Toletum an, da letzterer Verein ein Kooperationsabkommen mit dem Klub aus der spanischen Landeshauptstadt hatte. Noch während der laufenden Spielzeit wechselte Mario Martín im Februar 2016 schließlich zu Real Madrid.
Bei den Königlichen durchlief er mehrere Alterskategorien, bis er am 24. Oktober 2021, im Alter von 17 Jahren, sein Debüt für Real Madrid Castilla, der von Raúl trainierten Zweitmannschaft des Klubs, feierte. Hier konnte er sich auf Anhieb einen Stammplatz im zentralen Mittelfeld sichern. Die guten Leistungen von Mario Martín in der Filialmannschaft blieben nicht unbemerkt und so wurde er von Trainer Carlo Ancelotti im Januar 2023 in den Kader der ersten Mannschaft für die Supercopa de España einberufen um den verletzten Aurélien Tchouaméni zu ersetzen. Zwar kam Mario Martín vorerst nicht zum Einsatz, doch wenig später, am 28. Januar 2023, sollte er schließlich im Viertelfinale der Copa del Rey gegen den Stadtrivalen Atlético Madrid sein Debüt im A-Kader feiern als er in der 115. Minute für Rodrygo eingewechselt wurde. Real Madrid gewann nicht nur das Spiel, sondern holte in der Folge auch den Titel im spanischen Pokal. Sein erstes Ligaspiel sollte etwas länger auf sich warten lassen, obwohl Mario Martín mehrmalig im Kader der ersten Mannschaft berücksichtigt wurde, kam er erst am 14. Mai 2024, dem 36. Spieltag der spanischen Meisterschaft, zu seinem ersten Einsatz in der Primera División.

### Nationalmannschaft
Mario Martín debütierte am 25. Oktober 2022 in einem Freundschaftsspiel gegen Deutschland in der U19-Nationalmannschaft Spaniens. Im März 2023 stand er im Aufgebot für die Eliterunde der Qualifikation zur U19-Europameisterschaft, wo er es auf zwei Einsätze brachte und mit seiner Mannschaft einen Platz in der Endrunde sichern konnte.

## Titel
- Champions-League-Sieger: 2024 (ohne Einsatz)
- Spanischer Meister: 2024
- Copa del Rey: 2023